# Kálmán Tóth
Kálmán Tóth est un footballeur hongrois né le 13 août 1944 à Szombathely.

## Carrière
Kálmán Tóth joue principalement en faveur du Budapest Honvéd et du FC Tatabánya.
Il dispute avec ces deux équipes un total de 242 matchs en première division hongroise, inscrivant 68 buts. Il réalise sa meilleure performance lors de la saison 1970-1971, où il marque 14 buts en championnat.
Il joue quatre matchs en Coupe des coupes, inscrivant cinq buts. Le 25 août 1965, il est l'auteur d'un quintuplé avec le Budapest Honvéd, contre l'équipe du FC Lahti .
Il participe avec l'équipe de Hongrie olympique aux Jeux olympiques de Munich en 1972. La sélection hongroise y remporte la médaille d'argent. 
Lors du tournoi olympique, il joue cinq matchs, contre le Danemark, l'Allemagne de l'Est, l'Allemagne de l'Ouest, le Mexique, et la Pologne. Il inscrit un but contre l'Allemagne de l'Est, lors d'une rencontre organisée dans la ville de Passau.

## Palmarès
- Médaillé d'argent lors des Jeux olympiques d'été de 1972 avec la Hongrie
- Vainqueur de la Coupe Mitropa en 1973 et 1974 avec le FC Tatabánya
- Finaliste de la Coupe de Hongrie en 1968 et 1969 avec le Budapest Honvéd